# استاد جالان بيسار
استاد جالان بيسار هو ملعب كرة قدم يقع في مدينة جالان بيسار السنغافورية. يسع الملعب لجلوس 6 آلاف متفرج. يعتبر الملعب الرسمي الذي يخوض فيه نادي يونغ لايونز مبارياته. تم افتتاح الملعب في سنة 1932.